# Liste von Persönlichkeiten der Gemeinde Bönen
Diese Liste von Persönlichkeiten der Gemeinde Bönen umfasst die Bürgermeister, Ehrenbürger, Söhne und Töchter sowie weitere Persönlichkeiten mit Bezug zur Gemeinde.

## Bürgermeister
- 2015–heute: Stephan Rotering (parteilos)

## In Bönen geborene Persönlichkeiten
- Fritz Winter (1905–1976), Maler abstrakter Bilder
- Hanns Nocker (1926–1992), Opernsänger
- Siegfried Bahne (1928–2004), Historiker
- Alfred Schmiedel (1930–2002), Politiker (SPD), Landtagsabgeordneter
- Arnold Esch (* 1936), Historiker, ehem. Direktor des deutschen Historischen Instituts in Rom
- Otto Luttrop (1939–2017), Fußball-Profi in Diensten vom TSV 1860 München, deutscher B-Nationalspieler
- Erwin Knäpper (* 1943), Politiker (CDU), Abgeordneter der Bremischen Bürgerschaft

## Bekannte Einwohner und mit Bönen verbundene Persönlichkeiten
- Heinrich Wieschhoff (1906–1961), Ethnologe und UNO-Diplomat
- Wolfgang Fräger (1923–1983), Maler, Grafiker, Bildhauer
- Alfons Nowacki (* um 1935), Komponist, Pianist, Kapellmeister
- Rolf Stöckel (* 1957), Politiker (SPD), ehemaliger Bundestagsabgeordneter
- Peter Peschel (* 1972), ehemaliger Fußball-Profi beim VfL Bochum, MSV Duisburg und SSV Jahn Regensburg
- Frank Fahrenhorst (* 1977), Fußball-Profi in Diensten von Schalke 04 II und zweimaliger deutscher Nationalspieler